# 屠隆

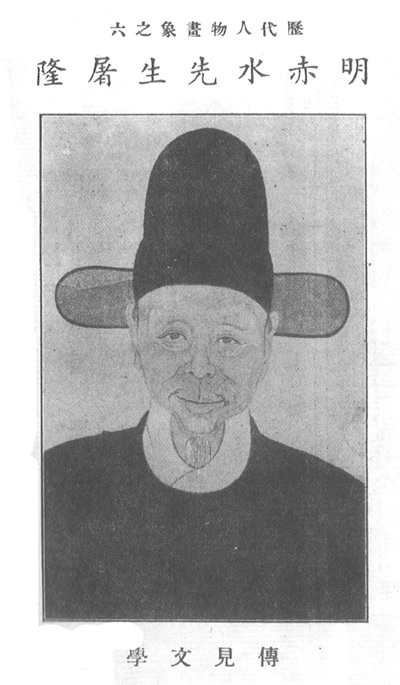
屠隆

屠 隆（と りゅう、1543年 - 1605年）は、中国明代の戯曲作家。字は長卿、または緯真。赤水と号する。

## 生涯
寧波府鄞県の出身（現在の浙江省寧波市海曙区）。万暦5年（1577年）に進士となる。潁上知県となり青浦知県に転任する。その後、礼部主事に昇進したが讒言のために官職を辞め、故郷に帰る。その憤懣を詩作や飲酒で慰め、文を売りながら生活していた。万暦25年（1597年）に再び官職に起用され、万暦31年（1603年）には作家や名士70余名と烏石山の隣にある霄臺に盛宴を設けるまでになった。呉に遊歴し、虞山・狼五山に滞在し半年後に故郷にもどり、幾ばくもなくして没する。
屠隆には異才があり、一度筆を下すとたちまち千言を書き、詩を口伝えに書き取らせようとしてもその朗誦に誰も追いつけなかったという。大言を吐く癖があり、特に演劇については自負しており、劇場では俳優の間に入って演技をして見せたりした。

## 戯曲
- 『彩毫記』
- 『曇花記』
- 『修文記』

## 著作
- 『白楡集』20巻
- 『由拳集』23巻
- 『鴻苞』
- 『考槃余事』
- 『游具雅編』
- 『鉅文』
- 『娑羅館清言』
- 『仏法金湯録』